# 橄榄糁
橄榄糁是广东潮汕特有的一种腌渍品，制作方法比较简单，把橄榄放到石臼里面捣扁捣烂，加入食盐、南薑末、凉开水一起搅拌均匀即可立即食用，喜欢吃甜还可以加少许白糖，装瓶密封可以保存很久。橄榄味道甘涩清香，加上南薑独特的辛辣香味，有祛风寒、消食开胃等作用。
用油甘与南薑末做成的腌渍品，则叫油甘糁。

## 介绍
橄榄糁是潮汕人日常居家很常见的一种腌渍品，可以早餐时配白粥食用，也可以用作煮鱼时的调料，有去除腥味的作用。传说过去的潮汕地区，很多男性需要外出打工谋生，家中的妻子为了让丈夫回家能吃上美味的橄榄，于是用食盐、南薑把橄榄腌渍保存起来，便成了现今的橄榄糁。